# Stazione di Sankt Moritz
La stazione di Sankt Moritz è una stazione ferroviaria capolinea delle linee dell'Albula e del Bernina, a servizio dell'omonima località svizzera.
È gestita dalla Ferrovia Retica (RhB).

## Storia

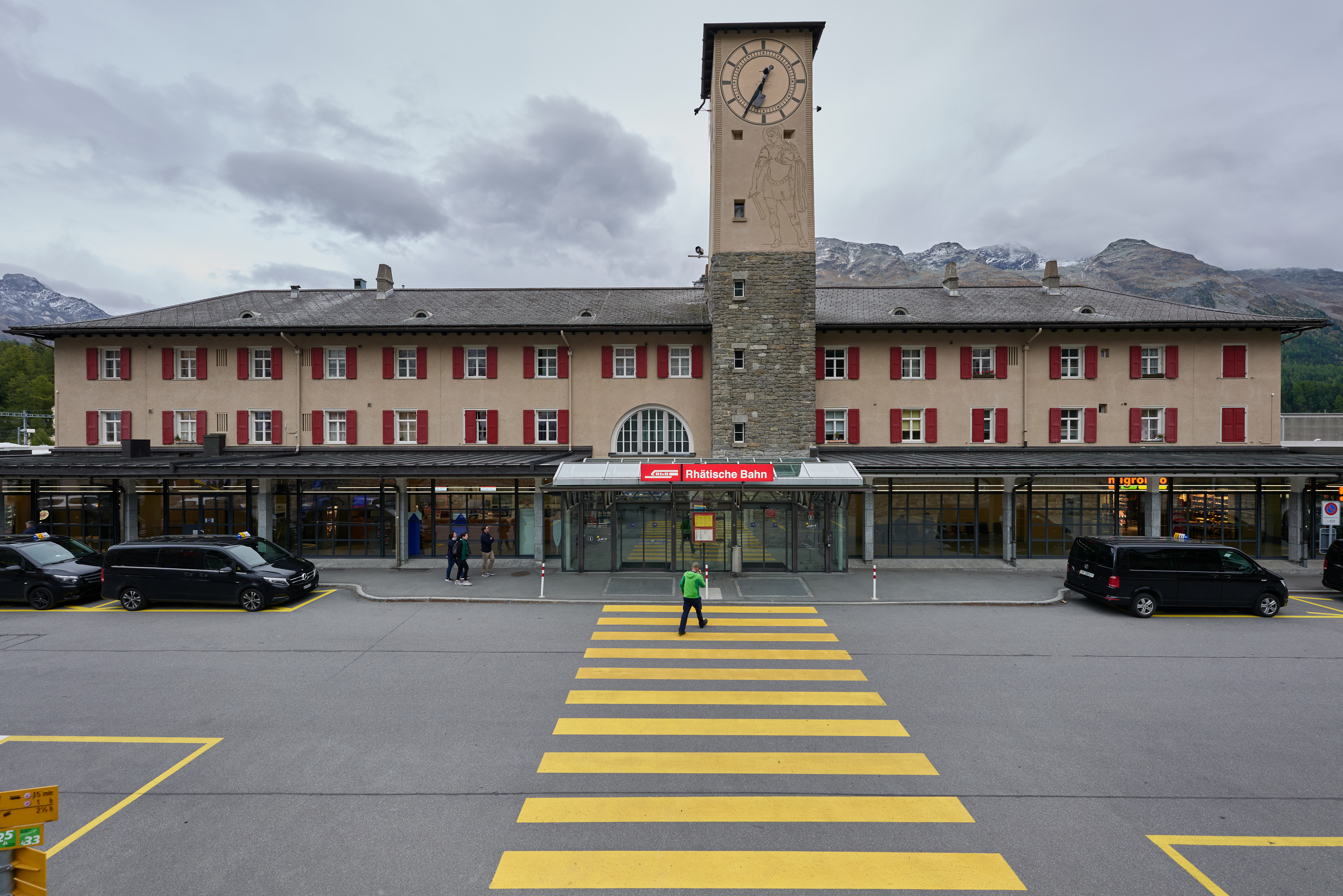
Il fabbricato viaggiatori nel 2022.

La stazione entrò in funzione nel 1904 al completamento del tratto proveniente da Celerina della linea dell'Albula, costruita ed esercita dalla RhB. Il 1º luglio 1909, con il completamento del tratto proveniente da Celerina Staz, lo scalo divenne capolinea anche della ferrovia proveniente da Tirano, gestita dalla Berninabahn (BB).
Tra il 1904 e il 1905, la Ferrovia Retica discusse la possibilità di proseguire da Santk Moritz verso Chiavenna attraversando il passo del Maloja.
Nel 1943, la BB fu incorporata nella Retica.
Le strutture della stazione subirono un profondo rinnovamento nella seconda metà degli anni Dieci del XXI secolo con il rinnovo del piazzale binari, il rafforzamento dei muri di contenimento verso il Lago e via Grevas, l'allargamento del piazzale antistante il fabbricato viaggiatori, per migliorare l'interscambio con gli autobus, e la ricostruzione del viadotto sull'Inn. L'importo complessivo dei lavori fu di 66 milioni di Franchi. Questi lavori comportarono l'eliminazione del raccordo diretto a ovest che terminava presso il predisposto ingresso della galleria per l'ipotetico proseguimento verso Chiavenna.

## Strutture ed impianti

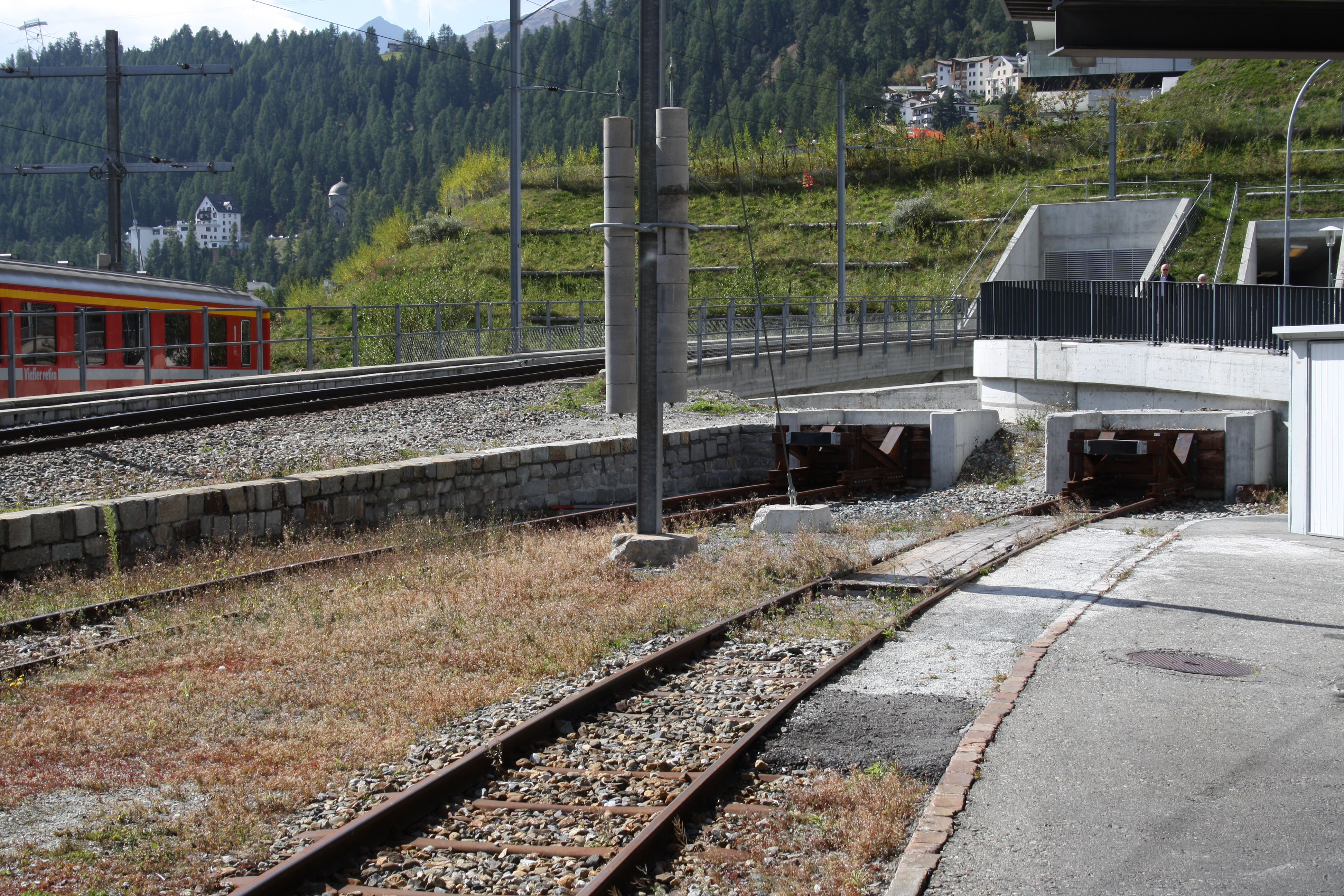
Il portale della galleria che avrebbe dovuto collegare Sankt Moritz con Chiavenna, nel 2009.

Il fabbricato viaggiatori è una struttura a tre livelli fuori terra. È presente una torre con orologio.
Il piazzale interno è composto da undici binari di cui cinque adibiti al servizio passeggeri. L'accesso ai treni è garantito da tre banchine collegate tra loro da una banchina, che chiude il piazzale interno a ovest, e da un sottopassaggio, che collega anche il piazzale esterno a via Grevas.
Fino al 2016, i binari proseguivano verso ovest: uno di questi sovrappassava via Serlas e terminava presso un portale d'accesso a una galleria, mai costruita, che avrebbe dovuto essere l'inizio della ferrovia per il passo del Maloja e per Chiavenna.

## Movimento

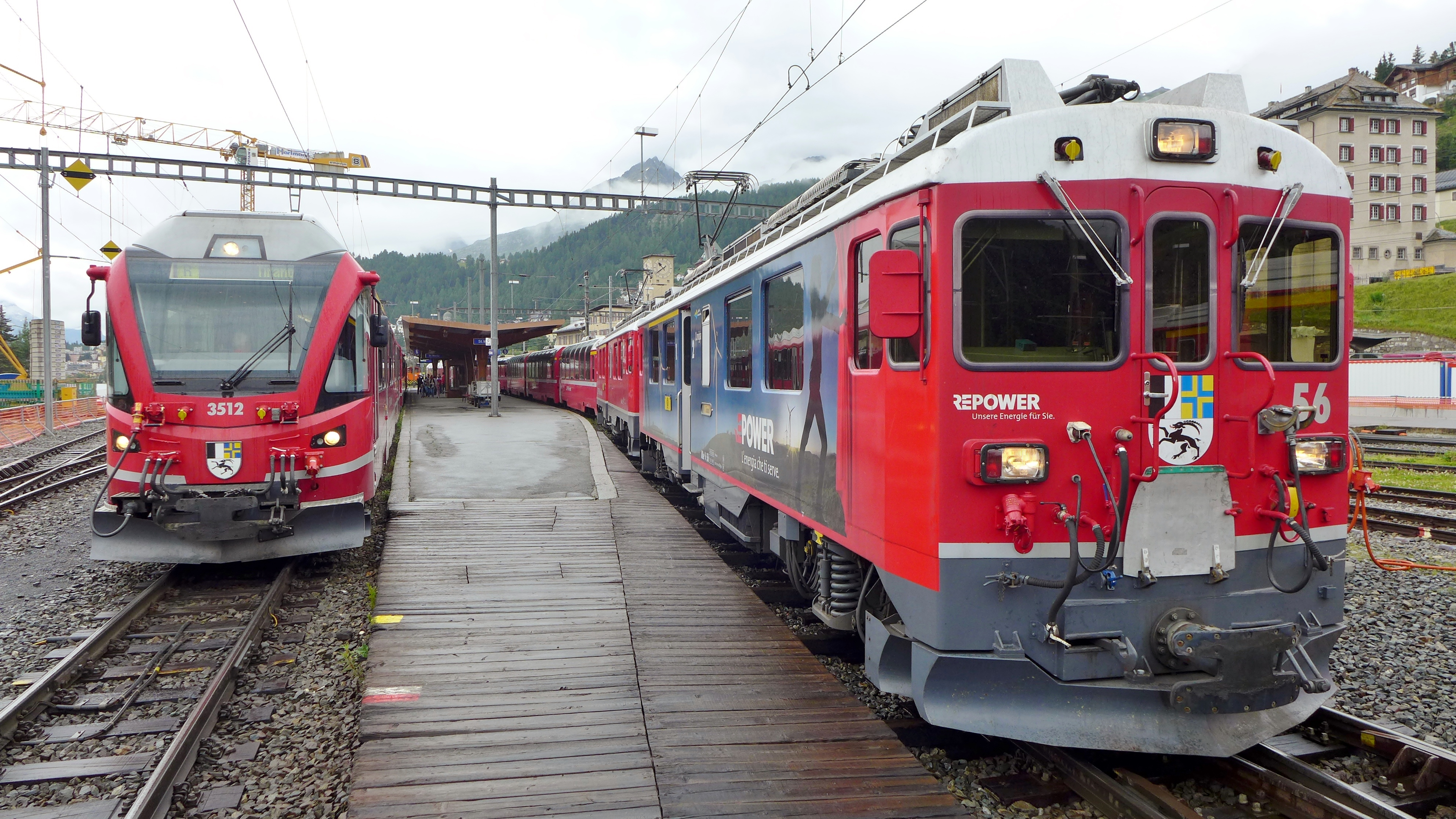
L'ABe 8/12 "Allegra" 3512 in attesa di espletare un Regionale per Tirano, mentre l'ABe 4/4 III nr. 56 è in testa a un Bernina Express.

La stazione è servita da numerose relazioni di treni regionali (Regio) eserciti dalle RhB. Le principali destinazioni sono Coira, Landquart e Tirano.
Sankt Moritz è anche capolinea dei seguenti Personenzug Express (PE):
- Bernina Express che collegano la stazione a quella di Tirano, alcuni dei quali proseguono fino a Coira[9];
- Glacier Express colleganti la stazione a quella di Zermatt, transitando sia sulle ferrovie della RhB sia su quelle gestite dalla Matterhorn-Gotthard-Bahn (MGB)[10].

## Servizi
- Biglietteria a sportello
- Biglietteria automatica
- Sala d'attesa
- Deposito bagagli automatico
- Servizi igienici
- Bar
- Supermercato

## Interscambi
- Fermata autobus